# 구글 데스크톱
구글 데스크톱(Google Desktop)은 구글이 만든 맥 오에스 텐, 리눅스, 윈도우용 데스크톱 검색 소프트웨어이다. 이 프로그램은 사용자의 메일, 컴퓨터 파일, 음악, 사진, 대화, 웹 페이지, 심지어는 구글 가젯에 보이는 문자열을 검색할 수 있게 도와준다. 2011년 9월 서비스가 종료되었다.

## 기능
2008년 1월 기준으로, 구글 데스크톱은 다음과 같은 기능을 갖추고 있다:
- 파일 인덱싱
- 사이드바
  - 전자 메일
  - 스크래치 패드
  - 사진
  - 뉴스
  - 날씨
  - 웹 클립
  - 구글 토크
- 빠른 검색
- 데스크바
- 전자메일 인덱싱
- 가젯과 플러그인

## 같이 보기
- 데스크톱 검색